# Арока, Анхель
Анхель Арока Гильен (исп. Ángel Arocha Guillén), более известный как Арока (24 июня 1907 — 2 сентября 1938) — испанский футболист, форвард.

## Биография
Арока является воспитанником «Тенерифе», он дебютировал за клуб в возрасте всего 15 лет. Арока создал сыгранное атакующее трио с Бернардино Семаном и Хоакином Карденесом. В 1926 году он присоединился к «Барселоне», ему платили по 750 песет в месяц. С клубом в 1928 году он выиграл кубок Испании, а на следующий год — чемпионат. Болельщики «Барселоны» почитали в своё время Ароку за высокую результативность: он забил 203 гола в 210 играх. После «Барселоны» он присоединился к «Атлетико Мадрид».
Арока является первым игроком из Тенерифе, кого вызывали в сборную Испании. Он сыграл два матча за Испанию, в которых забил 2 гола, оба против Ирландии. В первом матче была зафиксирована ничья 1:1, во втором — испанцы разгромили соперника со счётом 5:0.
Он погиб в окрестностях Балагера во время гражданской войны в Испании, вероятно, воюя в составе 53-й или 54-й дивизии национальной армии.